# Hennadiy Horbenko
Hennadiy Anatoliyovych Horbenko (en ukrainien : Геннадій Анатолійович Горбенко), né le 22 septembre 1975 à Dniepropetrovsk (république soviétique d'Ukraine, URSS) et mort le 28 mars 2025, est un athlète ukrainien spécialiste du 400 mètres haies.

## Carrière
En 1994, Hennadiy Horbenko devient champion du monde juniors sur 400 m haies avec un temps de 50 s 56. Il devance le Hongrois Miklós Róth (50 s 85) et le Britannique Noel Levy (50 s 94).
Il prend part aux Championnats du monde d'athlétisme 1995 sur 400 m haies, mais il est éliminé dès les séries, avec un temps de 49 s 44.
En 2000, il participe aux Jeux olympiques de Sydney. Sur 400 m haies, il bat son record personnel pour se hisser en finale (48 s 40), dont il ne prendra finalement que la 8e place en 49 s 01. Hennadiy Horbenko participe également au 4 × 400 mètres au sein du relais ukrainien, qui sera éliminé en demi-finales (3 min 02 s 68).
En 2003, lors de l'Universiade d'été organisée à Daegu, il remporte le 4 × 400 m associé à ses compatriotes Volodymyr Demchenko, Yevhen Zyukov et Andriy Tverdostup. Il se classera également 5e sur 400 m haies.

## Palmarès
| Date | Compétition                   | Lieu     | Résultat | Épreuve     | Performance   |
| ---- | ----------------------------- | -------- | -------- | ----------- | ------------- |
| 1994 | Championnats du monde juniors | Lisbonne | 1er      | 400 m haies | 50 s 56       |
| 2000 | Jeux olympiques               | Sydney   | 8e       | 400 m haies | 49 s 01       |
| 2003 | Universiade                   | Daegu    | 5e       | 400 m haies | 49 s 77       |
| 2003 | Universiade                   | Daegu    | 1er      | 4 × 400 m   | 3 min 03 s 15 |

### Autres
- Champion d'Ukraine sur 400 m haies: 1994, 1995 et de 1999 à 2005[8].

### Records
| Épreuve          | Performance | Lieu   | Date              |
| ---------------- | ----------- | ------ | ----------------- |
| 400 mètres       | 46 s 89     | Kiev   | 29 mai 2004       |
| 400 mètres haies | 48 s 40     | Sydney | 25 septembre 2000 |